# Isohypsibius condorcanquii
Espèce
Isohypsibius condorcanquii est une espèce de tardigrades de la famille des Isohypsibiidae.

## Distribution
Cette espèce est endémique de la région de Cuzco au Pérou.

## Publication originale
- Kaczmarek, Cytan, Zawierucha, Diduszko & Michalczyk, 2014 : Tardigrades from Peru (South America), with descriptions of three new species of Parachela. Zootaxa, no 3790 (2), p. 357–379.